# Clackmannan FC
Clackmannan Football Club was een Schotse voetbalclub uit Clackmannan in Clackmannanshire. De club werd opgericht in 1891 en opgeheven in 1926. De thuiswedstrijden werden in twee verschillende stadions gespeeld omdat de club zelf geen stadion in bezit had. Het laatste stadion waar in gespeeld werd was Chapelhill Park. De clubkleuren waren blauw-wit.

## Stadions
| Seizoenen | Stadion         |
| --------- | --------------- |
| 1885-1886 | Tower Park      |
| 1886-1931 | Chapelhill Park |